# Panorama Lubelska
Panorama Lubelska (dawniej Telewizyjna Panorama Lubelska) – główny program informacyjny TVP3 Lublin. Pierwszy raz pojawiła się 12 stycznia 1985 r. wraz z początkiem nadawania programu lokalnego lubelskiego oddziału TVP, wtedy pierwsze wydanie poprowadził Krzysztof Karman. Pierwszym szefem programu był Tadeusz Chwałczyk, po nim tę funkcję pełnili m.in. Adam Sikorski, Krzysztof Karman i Andrzej Baryła. Placówki korespondenckie znajdują się w Białej Podlaskiej i w Zamościu. Obecna oprawa graficzna i muzyczna obowiązuje od 25 lutego 2024. Od 2011 roku kierownikiem zespołu audycji informacyjnych jest Krzysztof Karman.
Obecnie serwis informacyjny prowadzą: Andrzej Baryła, Anna Rapcewicz-Wiśniewska i Izabela Śledź.
Prognoza pogody: Marta Gogłoza, Robert Gonet i Olga Szypulska.

## Prezenterzy
- Andrzej Baryła
- Anna Rapcewicz-Wiśniewska
- Izabela Śledź

## Czołówki
| Lata                               | Opis |
| ---------------------------------- | --- |
| 12 stycznia 1985 – jesień 1985     | Czarny napis „Telewizyjna Panorama Lubelska” (duże litery „T”, „P” i „L” na początku wyrazów, w kolejności od góry do dołu), obok czarny wizerunek kozła. W tle panorama Lublina. Dookoła pomarańczowa ramka. |
| jesień 1985 – 1986                 | Czołówka jak wyżej, tyle że usunięto ramkę i zmieniono kolor napisu na czerwony. |
| 1986 – 1990                        | Czołówka jak wyżej, tyle że zmieniono kolor napisu na czarny. |
| 1990 – 1993                        | Zmieniające kolor tło z rysunkiem Bramy Krakowskiej, na nim zmieniający kolor z białego na czarny napis „PANORAMA", który „skacze" od dołu do 10 razy. |
| 1993 – 1995                        | Z lewego górnego rogu przybliża się obracający się złoty napis „PANORAMA LUBELSKA”, który następnie przesuwa się na dół. W tle zachód słońca z czarnymi zarysami budynków. |
| 1995 – 1999                        | Z niebieskich łuków formujących figurę podobną do trójkąta wyłania się złote oko, które następnie oddala się wraz z napisem „PANORAMA LUBELSKA” (litera „O” jest wkomponowana w napis „PANORAMA”). Tło niebiesko–zielone. Muzyka z czołówki 1993–1995. |
| 1999 – 2000                        | Tło niebieskie. Na początku panorama kosmosu. Kamera przybliża się do Ziemi, z której w miejscu Lublina "pulsuje" czerwony błysk. Widok zmienia się na gradientową flagę z herbem Lublina. Akcja oddala się i w półokręgu pojawiają się kolejne ujęcia z miast województwa lubelskiego z odpowiadającymi im herbami, kolejno: Chełm, Zamość, Biała Podlaska, śródmieście Lublina. Kamera się zatrzymuje i wyłania się niebieski zaokrąglony prostokąt ze stylizowanym napisem „PANORAMA LUBELSKA", który się przybliża.                                                                 |
| 2000 – 5 września 2004             | Tło niebieskie, kosmiczne. Pojawiają się cztery zdjęcia z czterech miast, potem pojawiają się na dole fragmenty różnych materiałów, kolejno: wyścig motocykli, biegnący policjanci, zabieg lekarski, idąca kobieta, ujęcie na fabrykę, startujący helikopter. Następnie fragmenty oddalają się i ukazuje się kształt województwa lubelskiego, na który najeżdża napis „PANORAMA LUBELSKA”, pod którym trzy rozbłyski światła formują pasy w kolorach ówczesnego loga TVP. W marcu 2002 czołówkę, grafikę i studio upodobniono do nowo powstałego Kuriera TVP3 i zmieniono nieco muzykę. |
| 6 września 2004 – 28 lutego 2006   | Czerwono–pomarańczowa z niebiesko–srebrnymi elementami, obiektyw ze zmieniającymi się wycinkami (np. korowód ludowy, pole uprawne z traktorem, skacząca biesiada taneczna, itp.), który po kilku sekundach zmienia się w szaro-pomarańczowy pasek z drukowanym napisem „PANORAMA LUBELSKA". W tle przejeżdżające nazwy miast: Hrebenne, Chełm, Puławy, Lubelszczyzna. |
| 1 marca 2006 – 9 kwietnia 2007     | Kolorystyka mieszana: ciemnoniebieska, ale na początku pomarańczowa. W tle są różne przenikające się okręgi, następnie zmiana na niebieskie tło i pojawia się rysunek Bramy Krakowskiej z herbami i nazwami miast w tle, następnie pojawia się napis „panorama lubelska” z rysunkiem tego zabytku i na koniec w tle pojawia się kontur województwa. |
| 10 kwietnia 2007 – 2 marca 2008    | Motyw identyczny jak w poprzedniej czołówce, tło w kolorze czerwonym, białe okręgi i nazwy miast powiatowych województwa lubelskiego. Po chwili pojawia się biały cienki napis „panorama lubelska”. Nad nim linia w kształcie Zamku Lubelskiego. Muzyka z czołówki 2006–2007. |
| 3 marca 2008 – 9 czerwca 2015      | Tło niebiesko–czerwono–czarne. Na początku zbliżenie na zegar kadrowany z różnych stron z ujęciami w tle. Po chwili akcja się oddala i pojawia się gruby napis „panorama lubelska”. |
| 10 czerwca 2015 – 30 kwietnia 2017 | Tło panoramy Lublina z lotu ptaka, kolorystyka jasnoniebieska, w białej tonacji. Zbliża się biało–czerwona kula ziemska i następnie są różne nazwy miast, widoki Lublina w tle (m.in. lotnisko), potem czerwona mapa regionu i na koniec pojawia się napis „panorama lubelska”. |
| 1 maja 2017 – 25 lutego 2024       | Czołówka z szablonu. Biała kolorystyka, różne kolorowe kostki, na niektórych są różne wydarzenia (m.in. mapa woj. lubelskiego czy herb regionu), w tle napisy „WYDARZENIA”, „INFORMACJE”, „region”, „samorząd”, itp. Na koniec na tle białych kostek pojawia się na dużej czerwonej kostce napis „panorama lubelska”. |

## Historia emisji
Przez wiele lat Panorama Lubelska była emitowana o 07:45, 08:45, 18:00, 18:10 i 21:45. 22 czerwca 2009 główne wydanie o 18:00 zostało przeniesione na 17:30, a 6 września 2010 została ona przeniesiona na 18:30. W TVP2 Panorama Lubelska była emitowana o tej samej godzinie co w TVP Lublin, czyli o 18:00 (przed 22 czerwca 2009) i 17:30 (po 22 czerwca 2009), ale TVP2 20 kwietnia 2010 zmieniła godziny programu lokalnego, przez co Panorama Lubelska była emitowana o 16:00.